# チア (植物)
チア（学名: Salvia hispanica）はシソ科アキギリ属の一年草で、メキシコ中南部からグアテマラにかけてが原産地である。 16世紀のメンドーサ絵文書には先コロンブス時代のアステカにおいて栽培されていた様子が残されており、トウモロコシと同じくらい重要な食用作物であったと考えられている。 チアの#種子（チアシード）は食用になる。
リンネの『植物の種』(1753年) で記載された植物の一つである。

## 語源
「チア」はナワトル語の「chian（ = 油っぽい）」に由来する。 メキシコのチアパス州の名はナワトル語ので「チアの水」もしくは「チアの川」という意味になる。この種の他に Salvia columbariae も「チア」として知られている。

## 描写
チアは一年生の草本植物で、1.75メートル程の高さまで育ち、葉の大きさは幅3-5センチメートル長さ4-8センチメートルである。花は紫色もしくは白色で茎の先に房状に咲く。

## 種子
チアはその種子（チアシード）を穫るために商業的に栽培されている。チアシードは食べることができ、商業的にスーパーフードと称されて売られている。Ω-3脂肪酸を豊富に含み、Α-リノレン酸を含む油脂が25 - 30%程度得られる。
チアの種子は直径1ミリメートルほどの楕円形で、茶、灰、黒、白などのまだらな色彩を呈している。種子は親水性で、水につけると多くてその質量の12倍の水分を吸収する。このとき粘液質のゲル状の物質に包まれ、これがチアの入った飲み物に独特の食感を与える。
パラグアイ、ボリビア、アルゼンチン、メキシコ、グアテマラ、アメリカ合衆国南西部などにおいて、すりつぶす、あるいはそのままの形で食用とされてきた。現在はヨーロッパをはじめとする世界各地で消費されており、2008年現在、オーストラリアが最大の生産国となっている。「チア」以外にもいくつかの商標で販売されているが、類似種のSalvia columbariaeは商業的に栽培されていない。

## 装飾的な利用
アメリカ合衆国では1980年代にチアペットによりチアの需要が高まった。これはチアの種子が入ったペーストを動物などの形をした台に塗り、毛のように発芽させて楽しむもので、アメリカ合衆国では年間約50万のChia Petが売られている。

## 参考画像

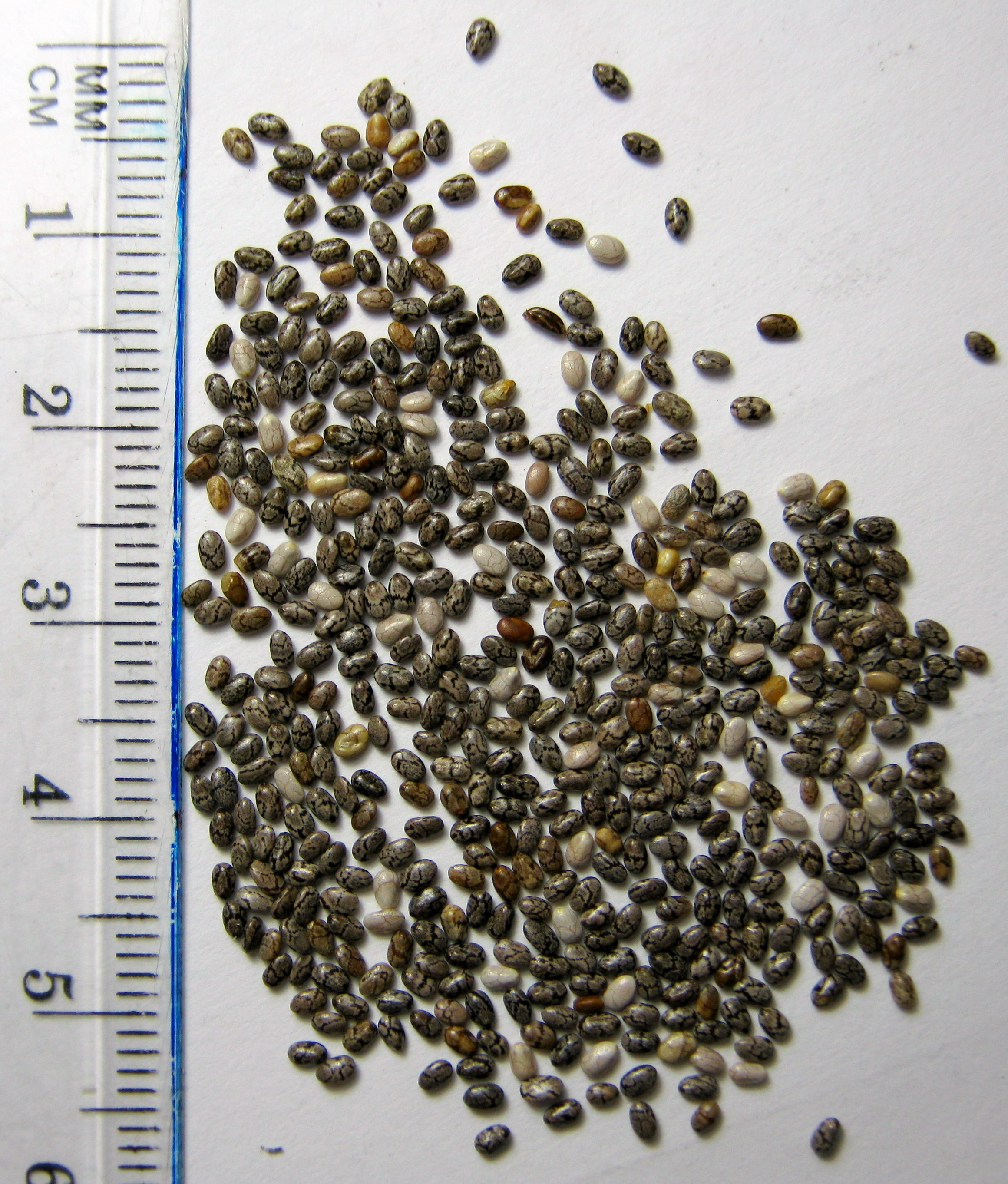
チアの種子（チアシード）
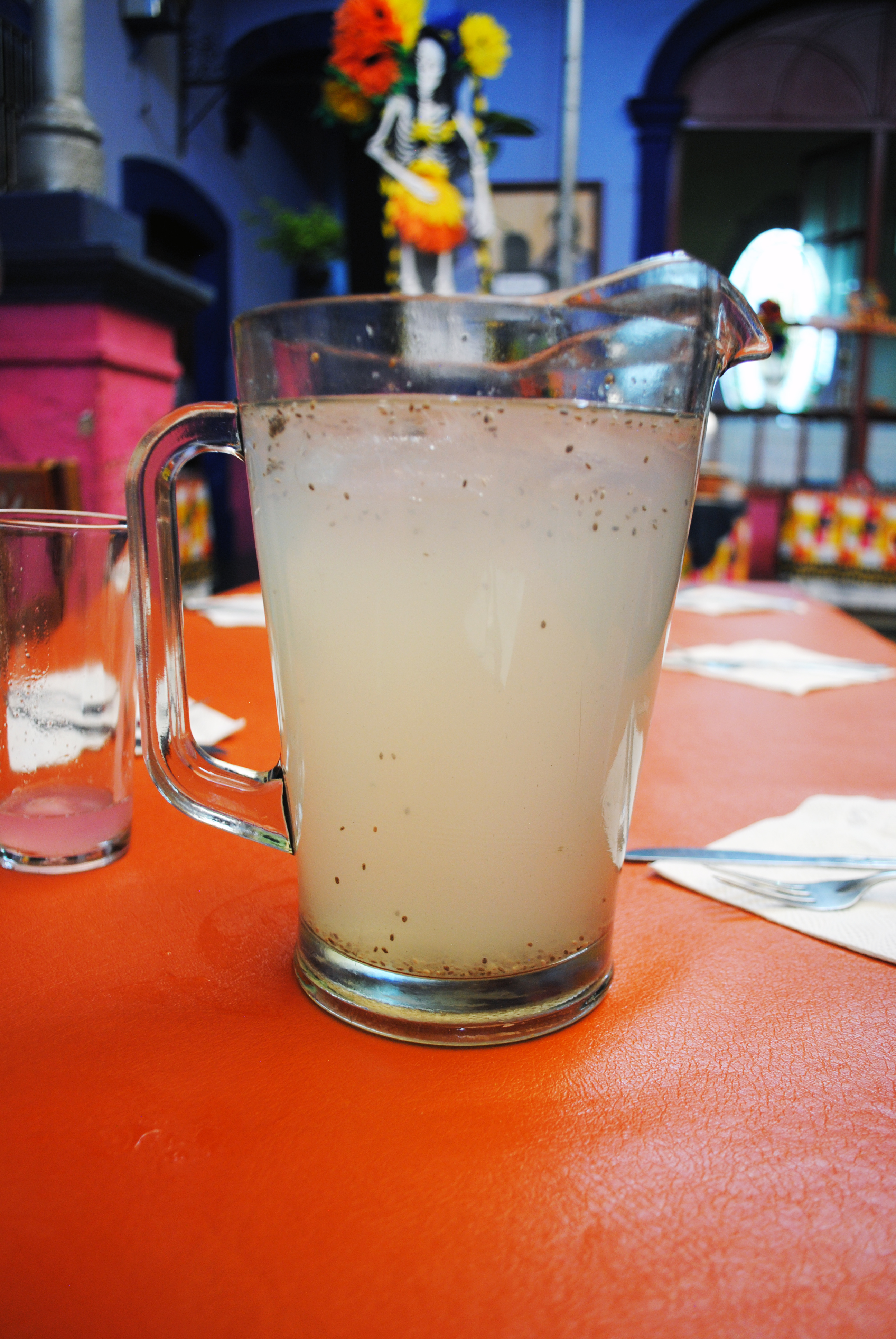
チアの入ったメキシコのaguas frescas
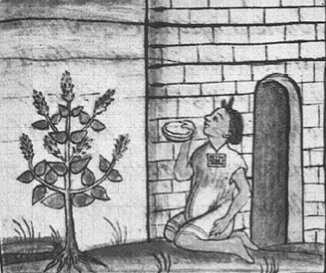
メンドーサ絵文書に描かれたチア
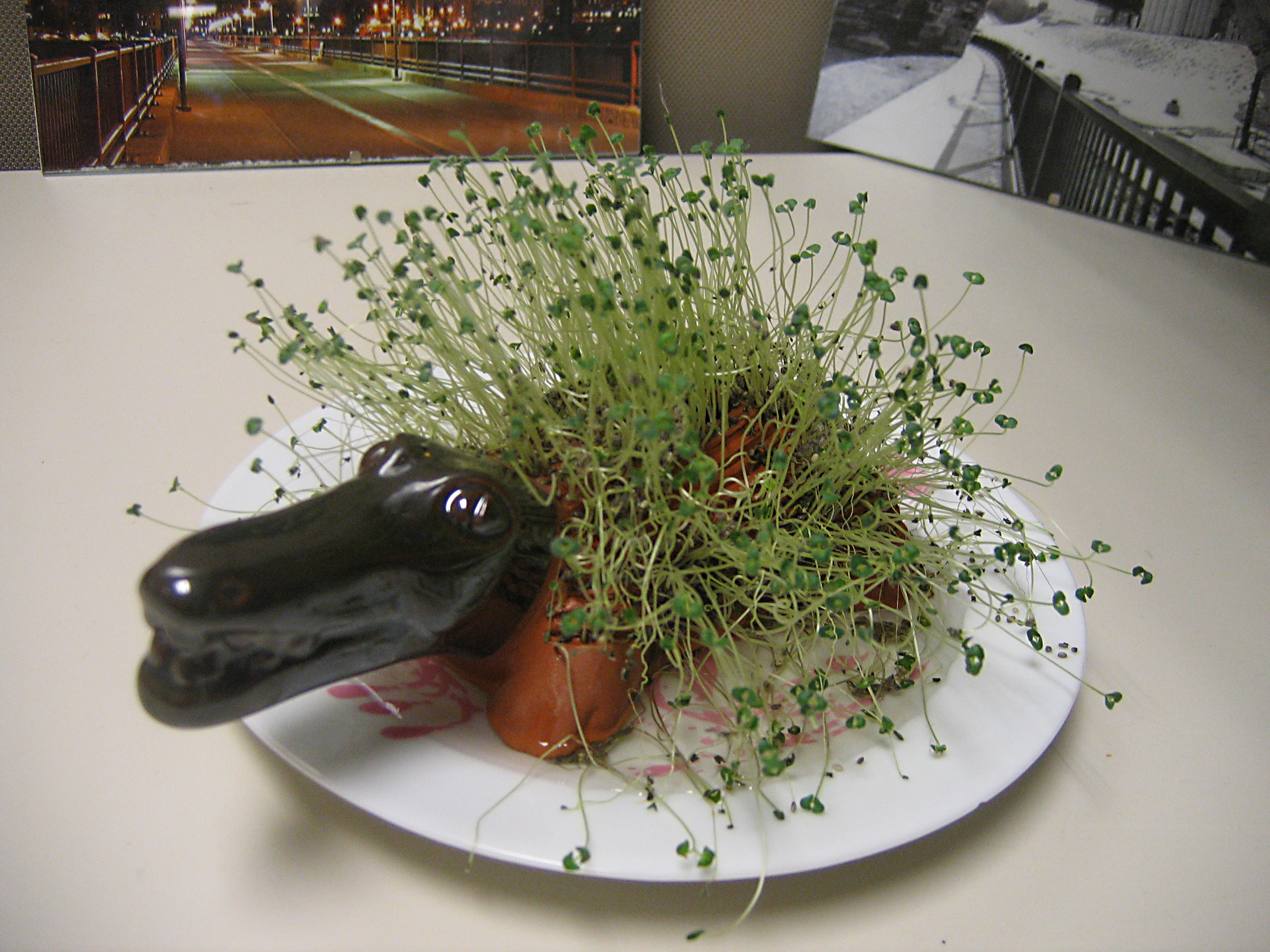
ワニの形をしたChia Pet